# Vincent Mentzel
Vincent Mentzel (Hoogkarspel, 28 september 1945) is een Nederlandse fotograaf.
Mentzel werkt sinds het begin van de jaren zeventig als staffotograaf voor NRC Handelsblad en heeft zich in die tijd ontwikkeld tot een van de bekendste Nederlandse fotojournalisten. Als staffotograaf bepaalde hij lang het gezicht van de krant. Hij onderscheidde zich aanvankelijk als parlementair fotograaf, maakte daarna grote (buitenlandse) reportages en was nauw betrokken bij de beeldredactie van M Magazine.

## Levensloop
Mentzel kreeg na een afgebroken studie aan de Rotterdamse kunstacademie, zijn opleiding in de praktijk tussen 1967 en 1969 als assistent bij de Amsterdamse theaterfotografe Maria Austria. Van haar leerde hij vooral afdrukken in de doka. Zijn vroege foto's kenmerken zich door een nauw perspectief, ontstaan door zwaar doorgedrukte luchten en omgevingen. Zijn latere werk is lichter en minder dwingend van karakter.
Aan het einde van de jaren zestig bediende hij als freelancefotojournalist vanuit Rotterdam allerlei kranten met persfoto's die vanuit een ongewoon standpunt gemaakt waren met een groothoeklens. Al snel kreeg hij een contract bij NRC Handelsblad.

### Parlementaire fotografie
Zijn doorbraak kwam toen hij dagelijks het Haagse politieke bedrijf begon te volgen. Mentzel bedreef het genre op een rustige, goed geïnformeerde wijze en onderhield nauwe relaties met politici waardoor hij hen ook achter de schermen kon fotograferen. Zijn benadering kreeg veel navolging en veranderde de parlementaire fotografie van karakter.
In de jaren zeventig gold Mentzel als de 'fotograaf van de macht'. Hij portretteerde ministers, staatshoofden, dictators, in binnen en buitenland; zijn foto van een omhoog kijkende minister president Den Uyl werd in 1973 onderscheiden als "Beste Nederlandse Persfoto" van World Press Photo. Zijn parlementaire tijdperk sloot hij abrupt af; zijn vriendschappen met politici brachten naar zijn gevoel de noodzakelijke journalistieke afstand in het geding.

### Reisfotografie

Mongolië (1977)

Na zijn afscheid van de Haagse politiek kreeg Mentzel van NRC Handelsblad de mogelijkheid in het buitenland te werken aan langere reportages. Ver van huis, en vooral in China, Japan en Tibet, bleek hij op z'n best. Zijn reportagefoto's waren overwegend eenvoudige stadsgezichten en straattaferelen. Hij had oog voor sfeer en het terloopse, waarbij opvalt dat op veel foto's mensen rusten, slapen of wachten. Hoezeer zijn werkterrein en techniek ook veranderden, Mentzel bleef de dagbladfotograaf. "De krant is geen kunstblad, maar gewoon een ding dat je na een dag weggooit", vond hij. "Mensen moeten niet hoeven op te bellen om te vragen wat er op een foto nou eigenlijk te zien was. Een opvallende foto maken mag, maar de eerste les blijft: informatie geven."

### Verdiensten
Vincent Mentzel was van 1980 tot 2005 lid van het dagelijks bestuur van de Stichting World Press Photo en van 1980 tot 1985 bestuurslid van de Rotterdamse Kunststichting. Hij heeft zitting in de Advisory board
Eugene Smith Foundation (New York), was van 1996 tot 2006 bestuurslid van de Stichting Anna Cornelis. Was betrokken bij de oprichting van het FOtografiemuseum AMsterdam FOAM en van 2000 tot 2008 bestuurslid. Van 2011 tot 2019 was hij lid van de Raad van Toezicht van de Kunsthal Rotterdam. Maakte deel uit van de Commissie van advies inzake Straatnamen en gedenktekens van de Gemeente Rotterdam van 2015 tot 2023. Sinds 2019 maakt hij deel uit van de Vriendenstichting van de UB Leiden.  
Hij publiceert regelmatig in (school)boeken, buitenlandse kranten en tijdschriften als Newsweek, TimeLife, The New York Times. Voor zijn werk is hij meermalen onderscheiden met de Zilveren Camera van de Nederlandse Vereniging van Fotojournalisten (NVF) en bij World Press Photo.
Viermaal maakte Mentzel officiële portretten van koningin Beatrix; een hiervan is gebruikt voor haar beeltenis op de Nederlandse munt, een voor de postzegel.
Het oeuvre van Mentzel is overgedragen aan het Rijksmuseum Amsterdam. Ook de Atlas Van Stolk in Rotterdam bezit bijna 1200 van zijn foto's. Het negatief en dia archief van Mentzel bevindt zich in het Nederlands Fotomuseum.

## Werk in openbare collecties (selectie)
- Rijksmuseum Amsterdam[1]
- Nederlands Fotomuseum
- Atlas van Stolk
- RKD-Nederlands Instituut voor Kunstgeschiedenis

## Bibliografie (selectie)

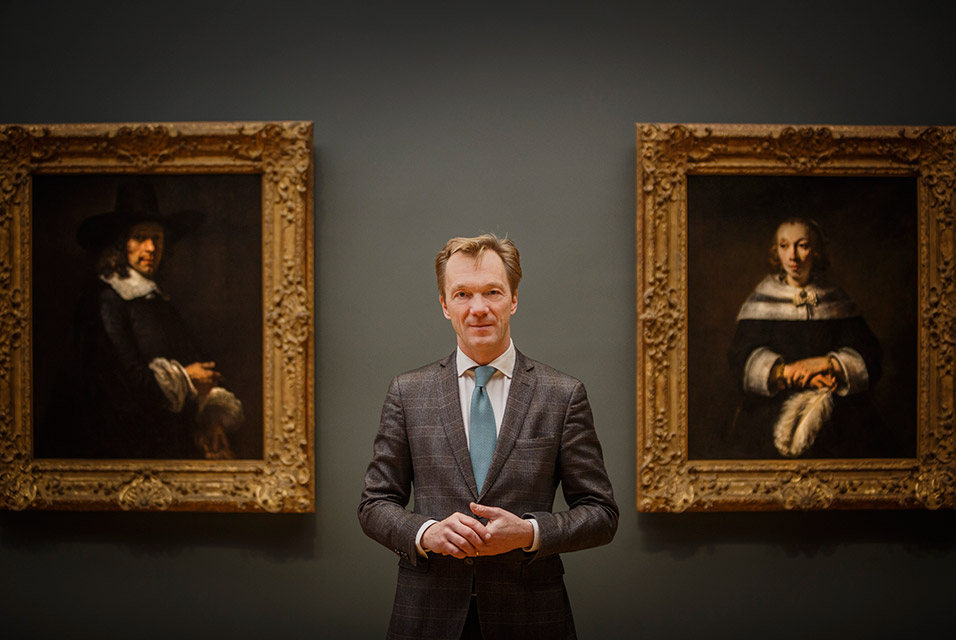
Wim Pijbes (foto Vincent Mentzel, 2015)